# جائزة ألمانيا الكبرى للدراجات النارية 1976
جائزة ألمانيا الكبرى للدراجات النارية 1976 هو سباق دراجات نارية أقيم بتاريخ 29 أغسطس 1976 في حلبة نوربورغرينغ. كان الجولة الحادية عشر من أصل 12 في سباق الجائزة الكبرى للدراجات النارية موسم 1976. فاز الإيطالي جياكومو أغوستيني بفئة 500 سي سي بينما جاء الإيطالي ماركو لوكتشينيلي في المركز الثاني وحصل على المركز الثالث الأمريكي بات هنن.

## وصلات خارجية
- الموقع الرسمي